# Орешкович, Анте
Антоний Орешкович (1829—1906) — сербский полковник, участник Сербо-черногорско-турецкой войны.

## Биография
Родился в семье граничарского офицера-католика Вука Орешковича, один из родственников которого сменил фамилию на Ауреску. Орешковичи вели свой род от Михаила из Прозора и его братьев, генерала Томе, Даниила и Ильи Орешковичей. На родовом гербе в горном поле лежат две отрубленные головы турок в тюрбанах.
Будучи австрийским офицером, Анте Орешкович участвовал в войне с венграми 1848 — 1849 годов. 
В 1858 году Орешкович нелегально установил контакт с Ильёй Гарашанином и принял политическую программу «Начертание Гарашанина» (1844).
Был женат на Драге Райович, которая родила ему четверых детей: Милана, Боривоя, Милицу и Ружицу.
Полковник Антоний Орешкович был приятелем князя Михаила III Обреновича. С помощью Антония, по предложению князя Михаила, в целях пополнения сербской армии квалифицированными кадрами, были переведены в Сербию и другие граничарские офицеры: С. Бинички, М. Оптркич, Д. Хорватович, Е. Калинич.
Калинич женился на Екатерине Райович, и он стал шурином Орешковичу.
Во время боевых действий 1878 года полковник Орешкович был назначен начальником штаба Дринской армии, командиром Куршумлийской дивизии.
Из-за разногласий с королём Миланом и его супругой Наталией, так и не был произведён в генералы. Вышел в отставку в 1889 году.